# کاکانا (ویسکانسین)
کاکانا، ویسکانسین  (به انگلیسی: Kaukauna) شهری در شهرستان اوتگیمی ایالت ویسکانسین است که در سال ۱۸۸۵ بنیان‌گذاری شده‌است. این شهر طبق سرشماری سال ۲۰۱۰ میلادی ۱۵٬۴۶۲ نفر جمعیت داشته‌است.

## نگارخانه

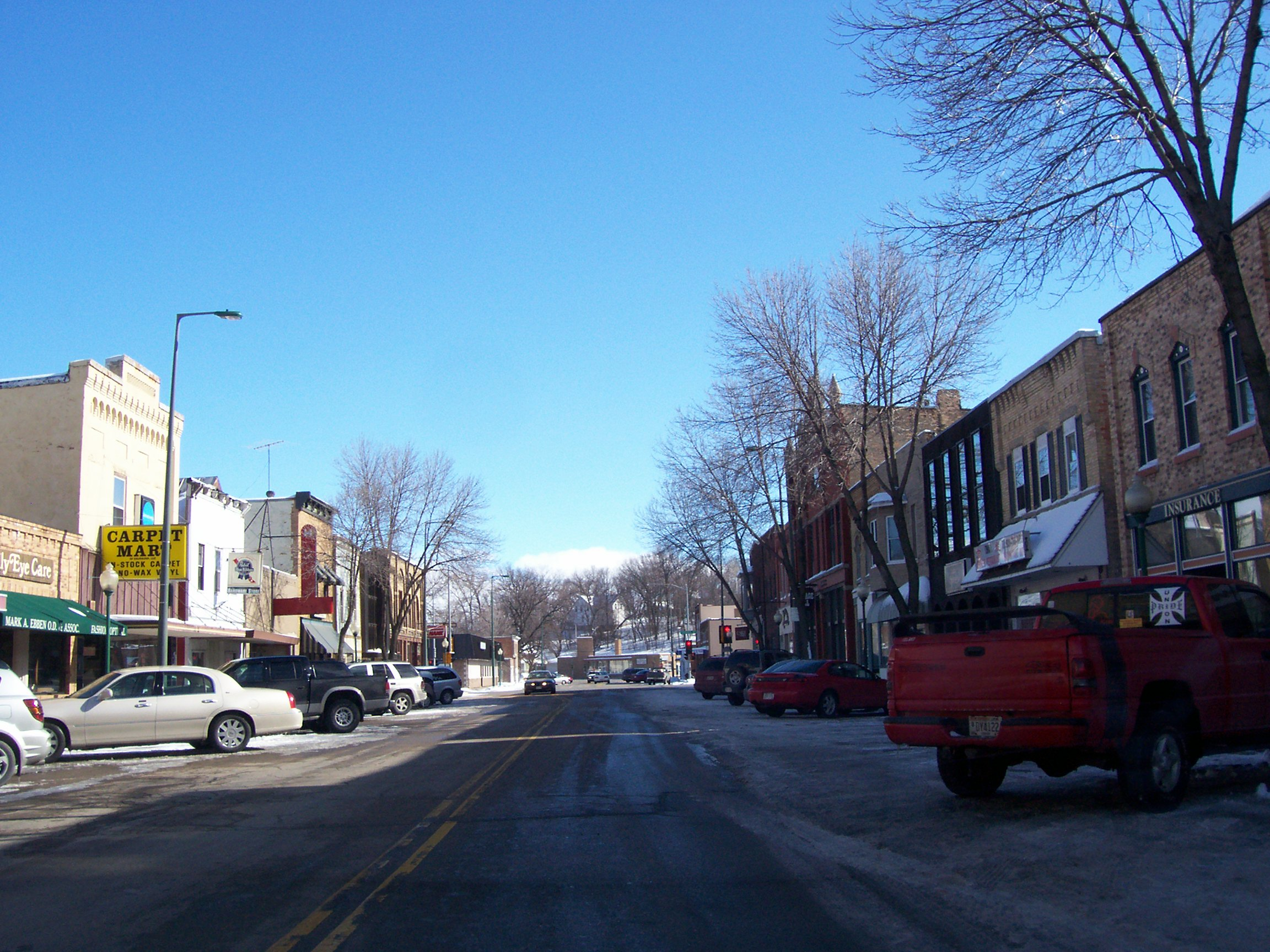
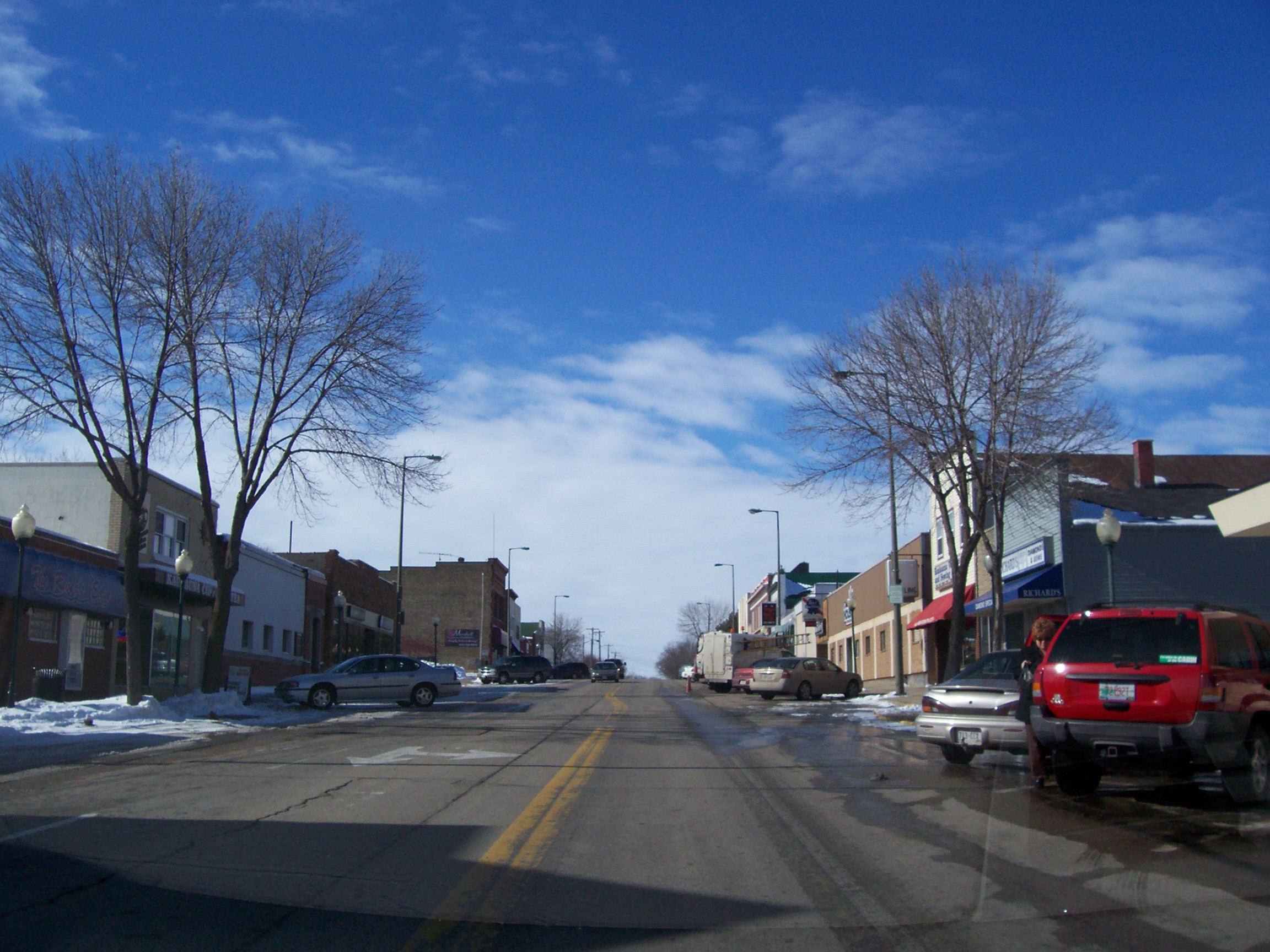
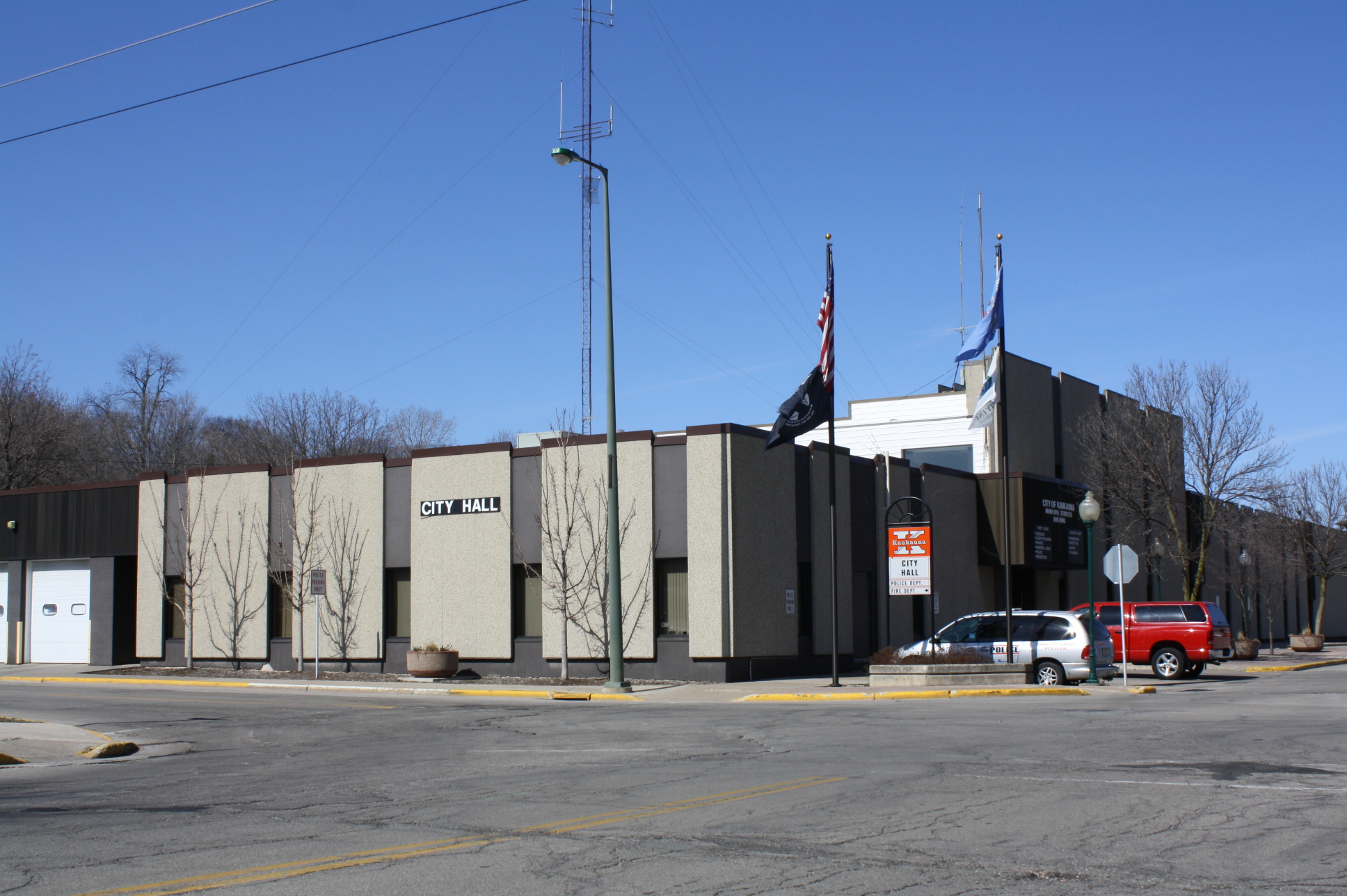
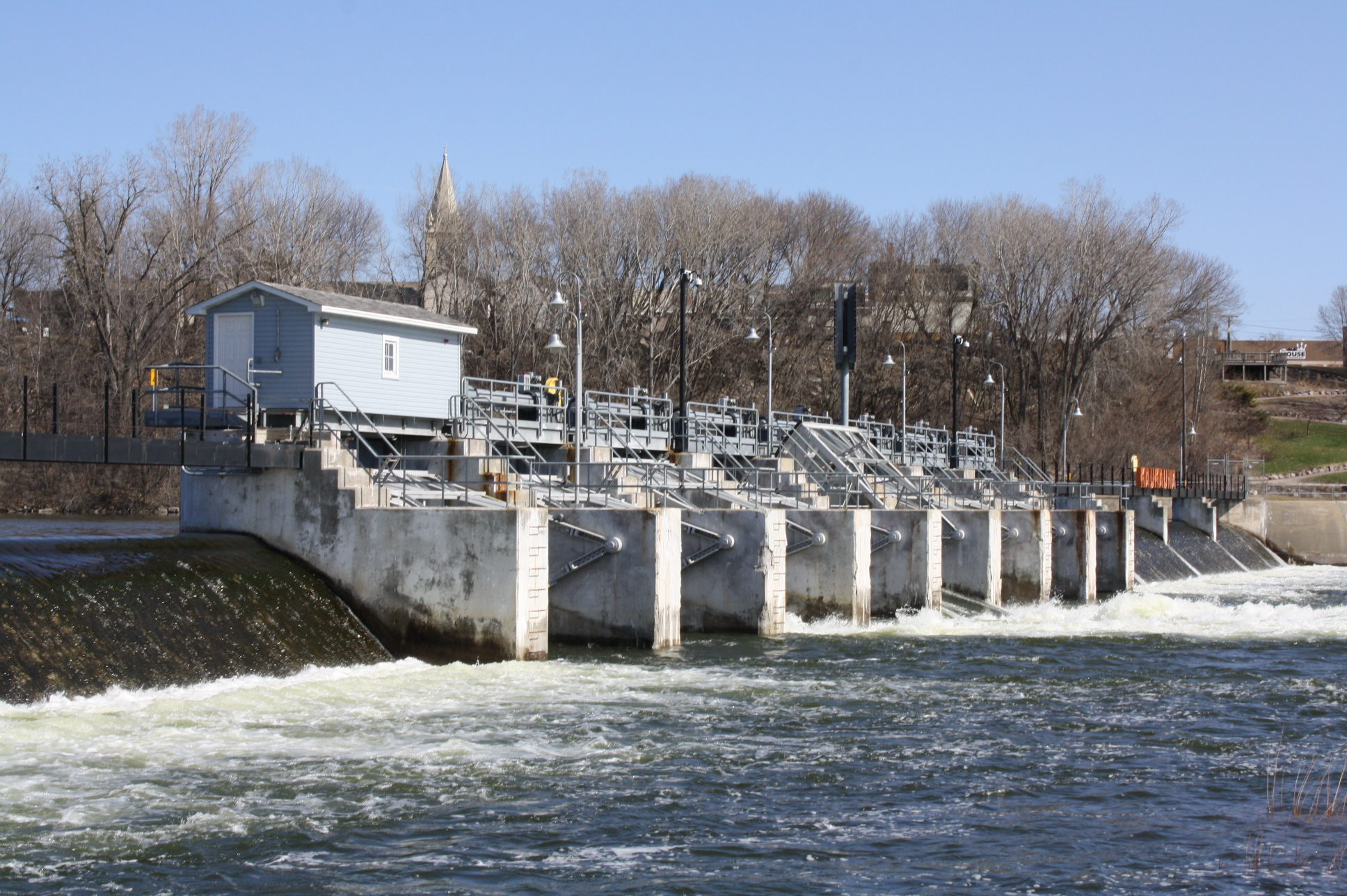
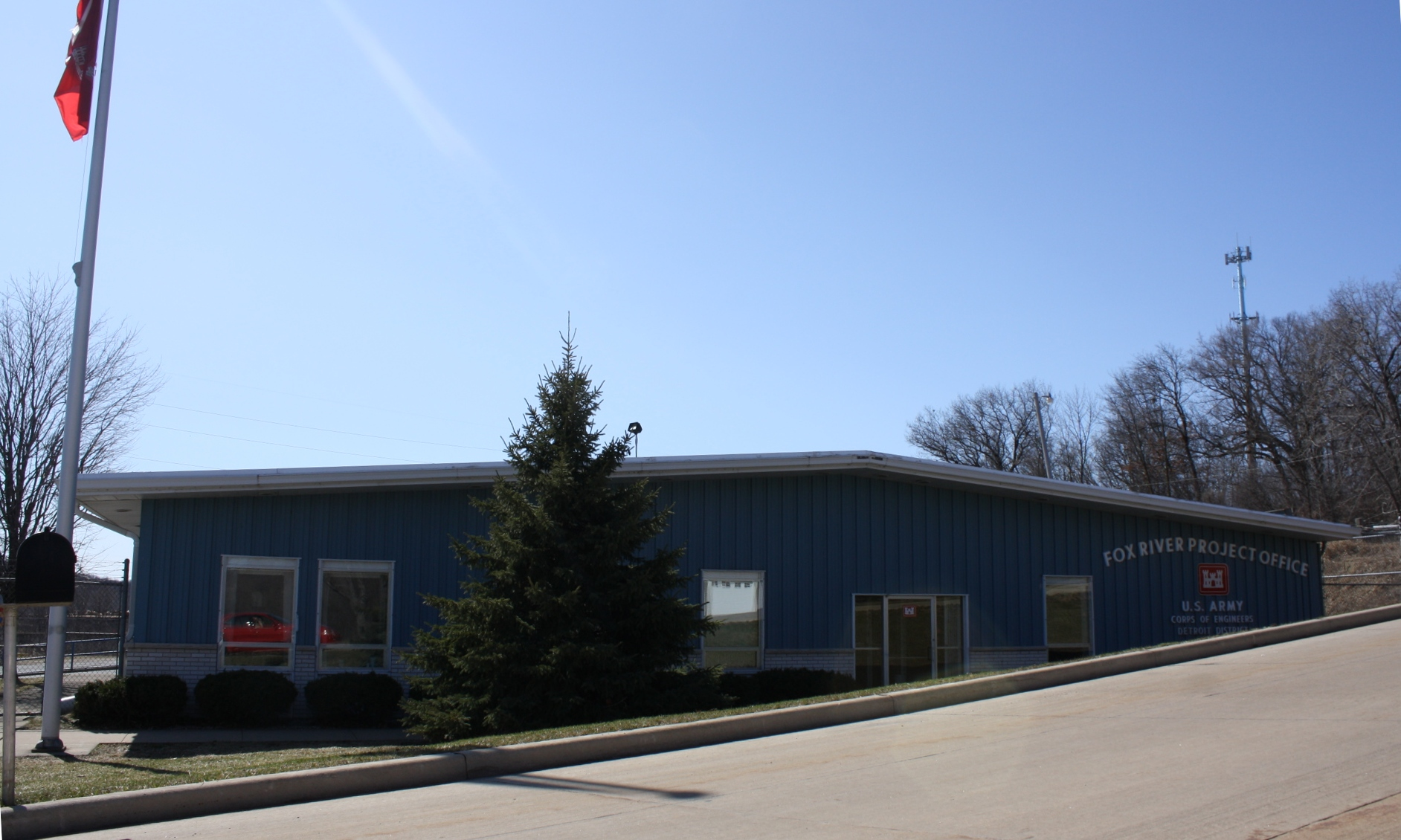